# Gunter Demnig

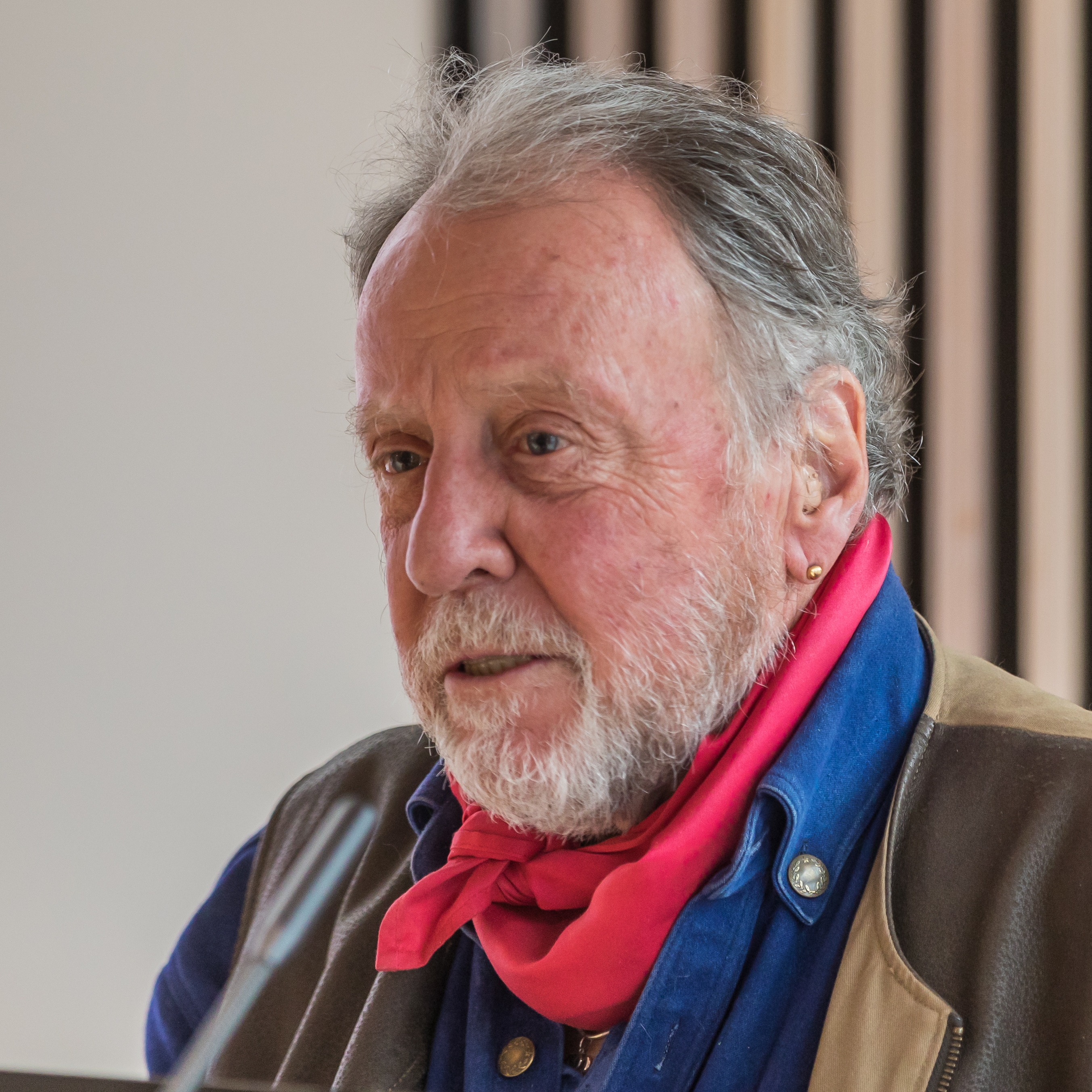
Gunter Demnig, 2022

Gunter Demnig (* 27. Oktober 1947 in Berlin) ist ein deutscher Künstler. Bekannt wurde er durch die Stolpersteine, die er seit 1996 zur Erinnerung an Opfer in der Zeit des Nationalsozialismus verlegt.

## Biographie

### Ausbildung

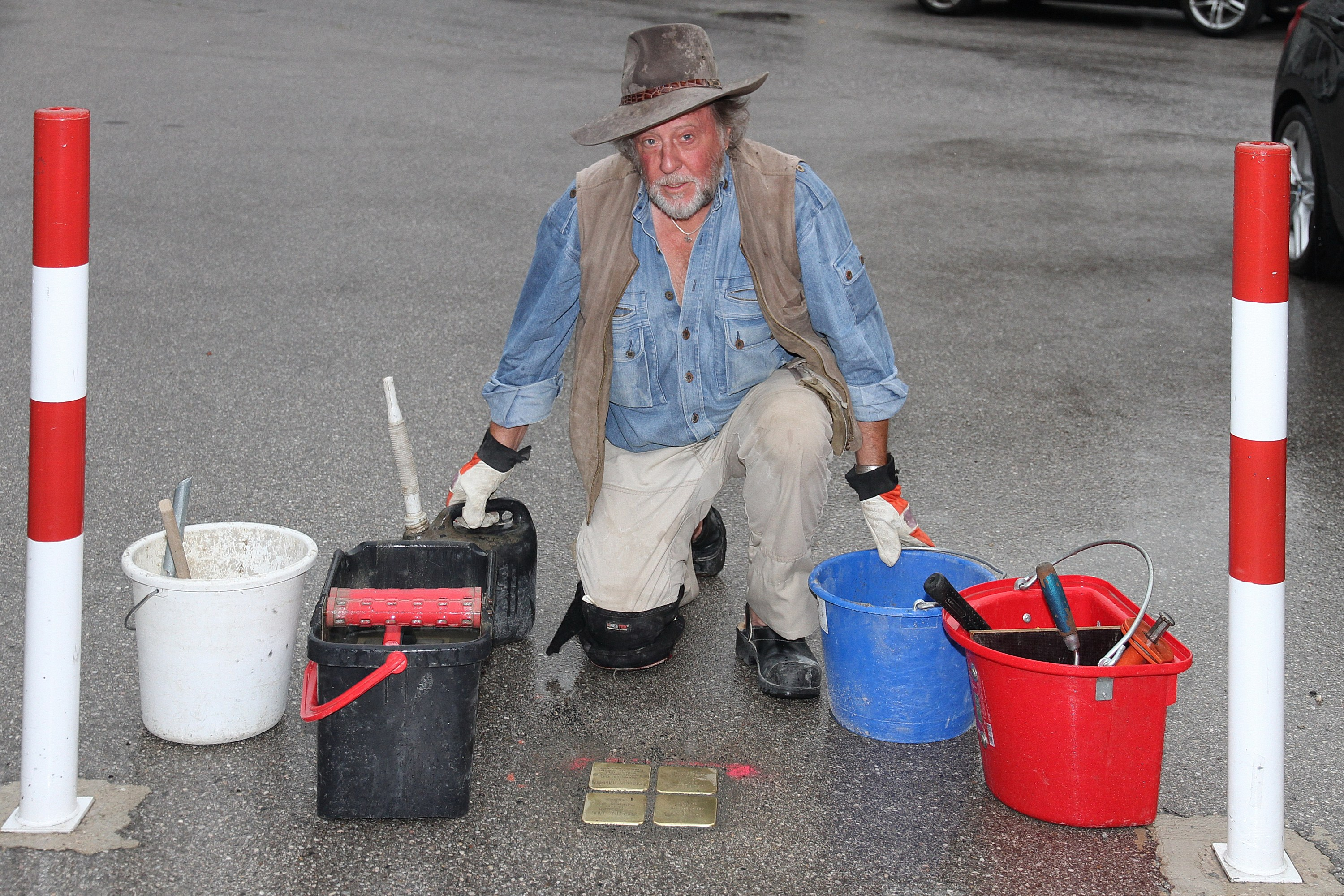
Demnig bei der Verlegung von vier Stolpersteinen (August 2018)

Demnig wuchs in Nauen und Berlin auf. 1967 legte er das Abitur ab und begann ein Studium der Kunstpädagogik an der Hochschule für Bildende Künste in Berlin bei Herbert Kaufmann. 1969/1970 folgte ein Jahr Industrial-Design-Studium an derselben Hochschule. Ab 1971 setzte er das Kunstpädagogik-Studium an der Kunsthochschule Kassel fort und legte 1974 dort das Erste Staatsexamen ab.
Im selben Jahr begann Demnig ein Kunststudium an der Universität Kassel bei Harry Kramer, dem ab 1977 für zwei Jahre die Tätigkeit in Planung, Bauleitung und -ausführung von Denkmalsanierungen folgte. Von 1980 bis 1985 war Demnig künstlerisch-wissenschaftlicher Mitarbeiter im Fachbereich Kunst der Universität Kassel.

### Privates
Er ist seit 2016 verheiratet mit Katja Demnig (* 26. November 1975 in Hanau). Seit 2018 ist Katja Demnig Stellvertreterin von Gunter Demnig, seit 2019 Datenbankbeauftragte und Pressevertreterin und seit 2023 Geschäftsführerin der Stiftung – Spuren Gunter Demnig.

### Beruf und Werk
1985 eröffnete Demnig ein eigenes Atelier in Köln und arbeitete bei mehreren Projekten mit, so bei der Moltkerei-Werkstatt und dem Kunstraum Fuhrwerkswaage. Seit 1994 war er auch im IGNIS-Kulturzentrum tätig.
Seit April 2011 befand sich Demnigs Atelier in Frechen im Kunstzentrum Signalwerk, das auf dem Gelände des ehemaligen Bahnhofs der Köln-Frechen-Benzelrather Eisenbahn liegt. Dort betreiben auch etwa 20 andere in der Region bekannte Künstler ihre Ateliers. Im Jahr 2017 verlegte er sein Atelier nach Elbenrod in Hessen.

## Stolpersteine
Bekannt wurde Demnig durch die Herstellung der Stolpersteine, die er auch selbst verlegt. Sie sollen an Menschen erinnern, die der NS-Diktatur zum Opfer fielen. Die Steine, die auf der Oberseite kleine Messingplatten mit den Namen der Opfer tragen, verlegt er vor deren einstigen Wohn- und Lebensorten im Straßen- oder Gehwegpflaster. Das 1996 gestartete Projekt, bis 2017 in 1200 deutschen Kommunen realisiert, gilt seit Jahren als das größte dezentrale Mahnmal der Welt und zählt mittlerweile 100.000 Steine in 31 Staaten Europas (2023). Das Urheberrecht im umfassenden Sinn liegt für die Stolpersteine einzig und ausschließlich nur bei Gunter Demnig persönlich.

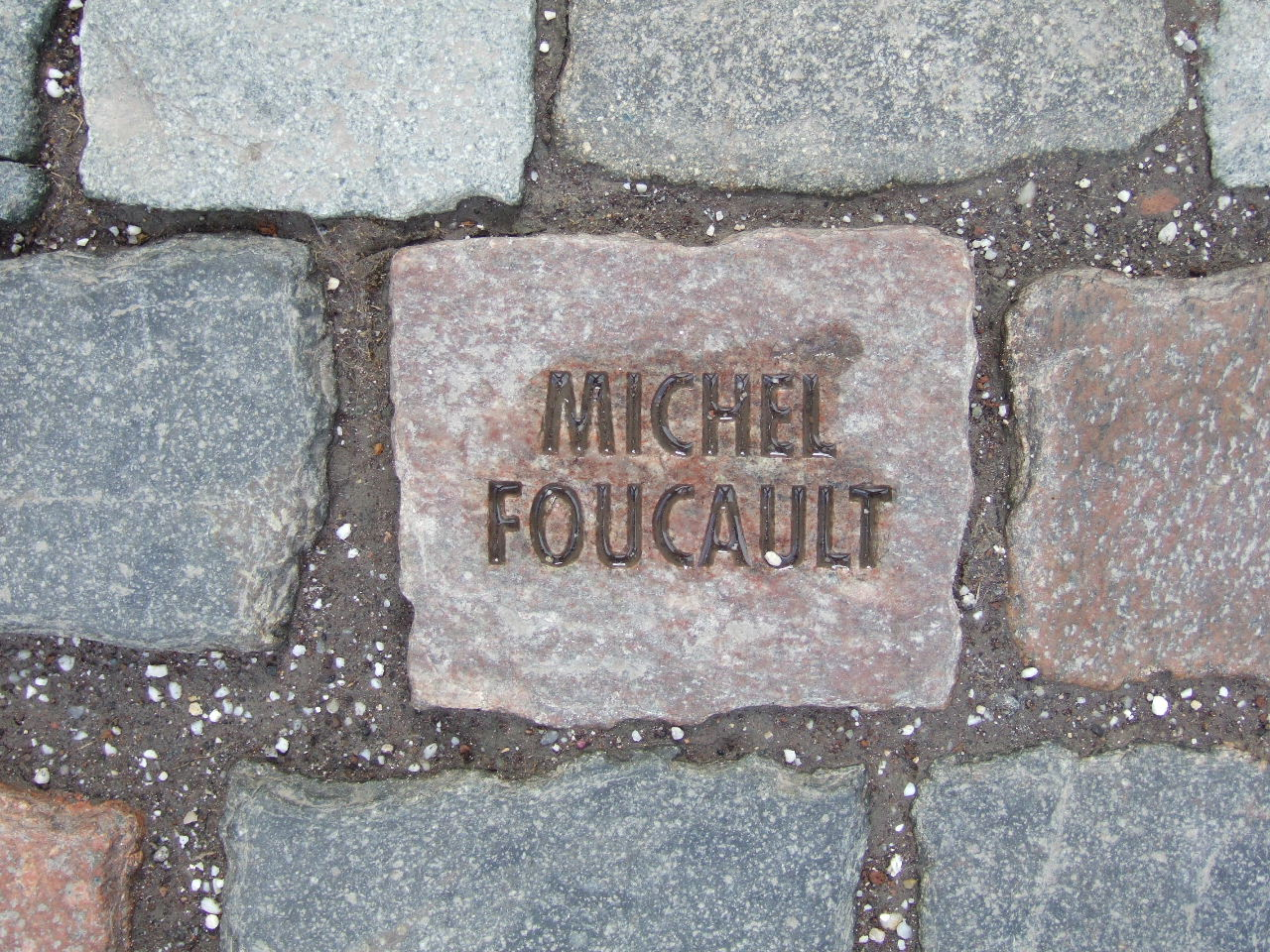
Gedenkstein für Michel Foucault, der an Aids starb

Ein tatsächlich durch Demnig entstandenes Urheberrecht muss jedoch insofern angezweifelt werden: er kannte das Projekt Namen & Steine, das 1994 von Tom Fecht für die ersten AIDS-Opfer im Straßenpflaster, u. a. in Bonn, Hamburg und Berlin (Invalidenstraße, vor dem Naturkundemuseum) begonnen worden ist. Die Namen der Opfer wurden und werden in kleinen quadratischen Natursteinen eingemeißelt (siehe Bild rechts). Demnig kann für sich jedoch in Anspruch nehmen, nach Modifizierung der Form (Steine mit Messingplatte) und mit neuem Inhalt (z. B. Lebensdaten) die Ehrung der Holocaust-Opfer deutschlandweit und später weltweit verbreitet zu haben.

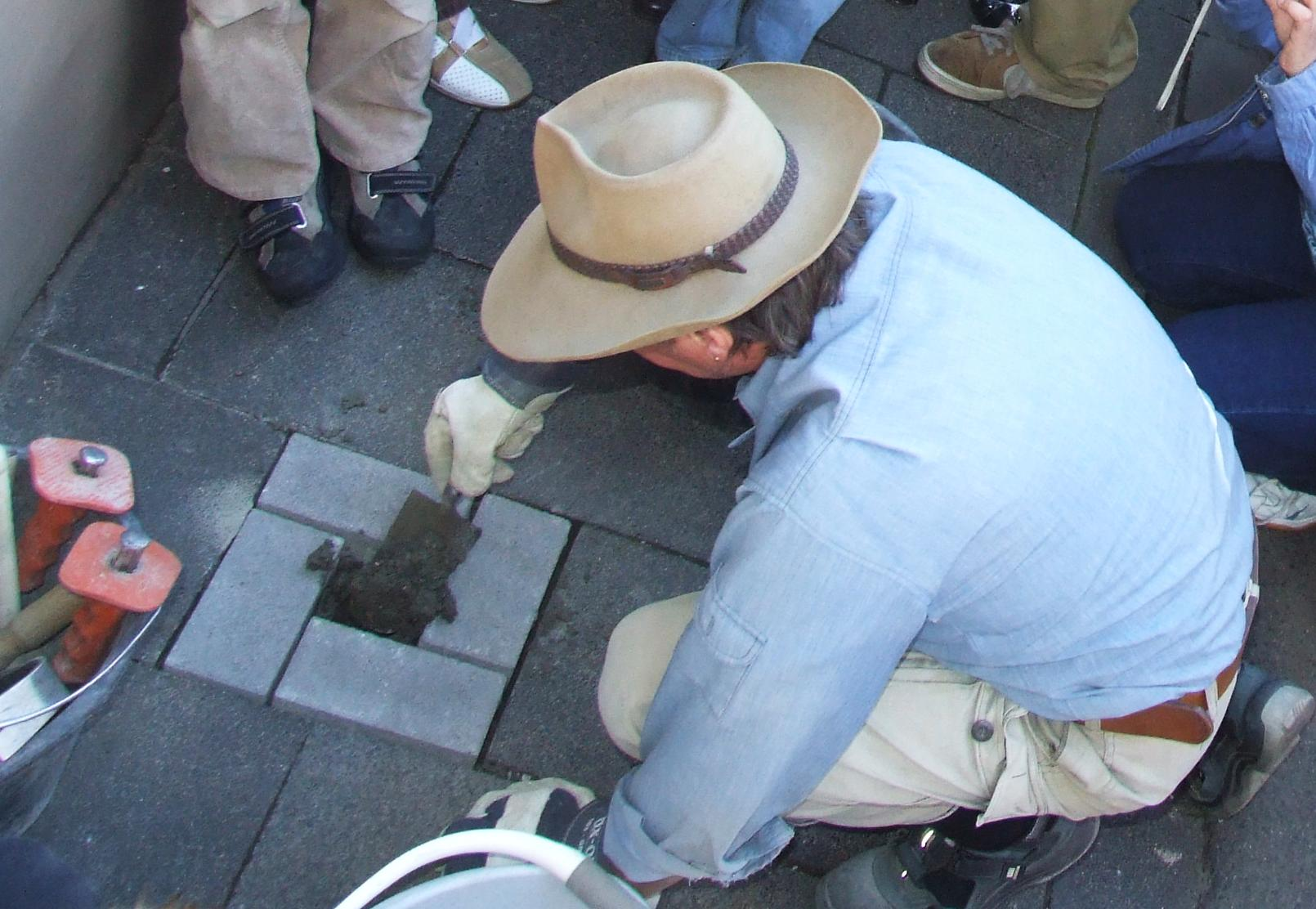
Demnig bei einer Stolpersteinverlegung im Mai 2007
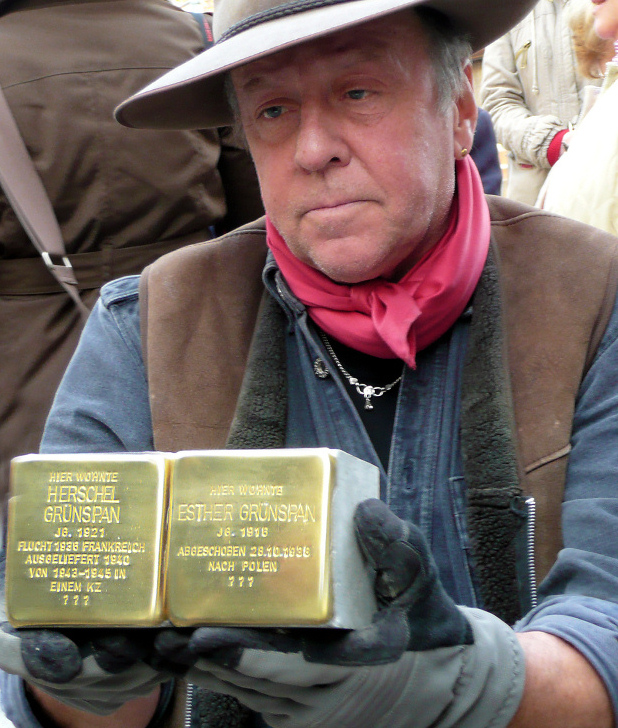
Verlegung der Stolpersteine für Esther und Herschel Grünspan in Hannover
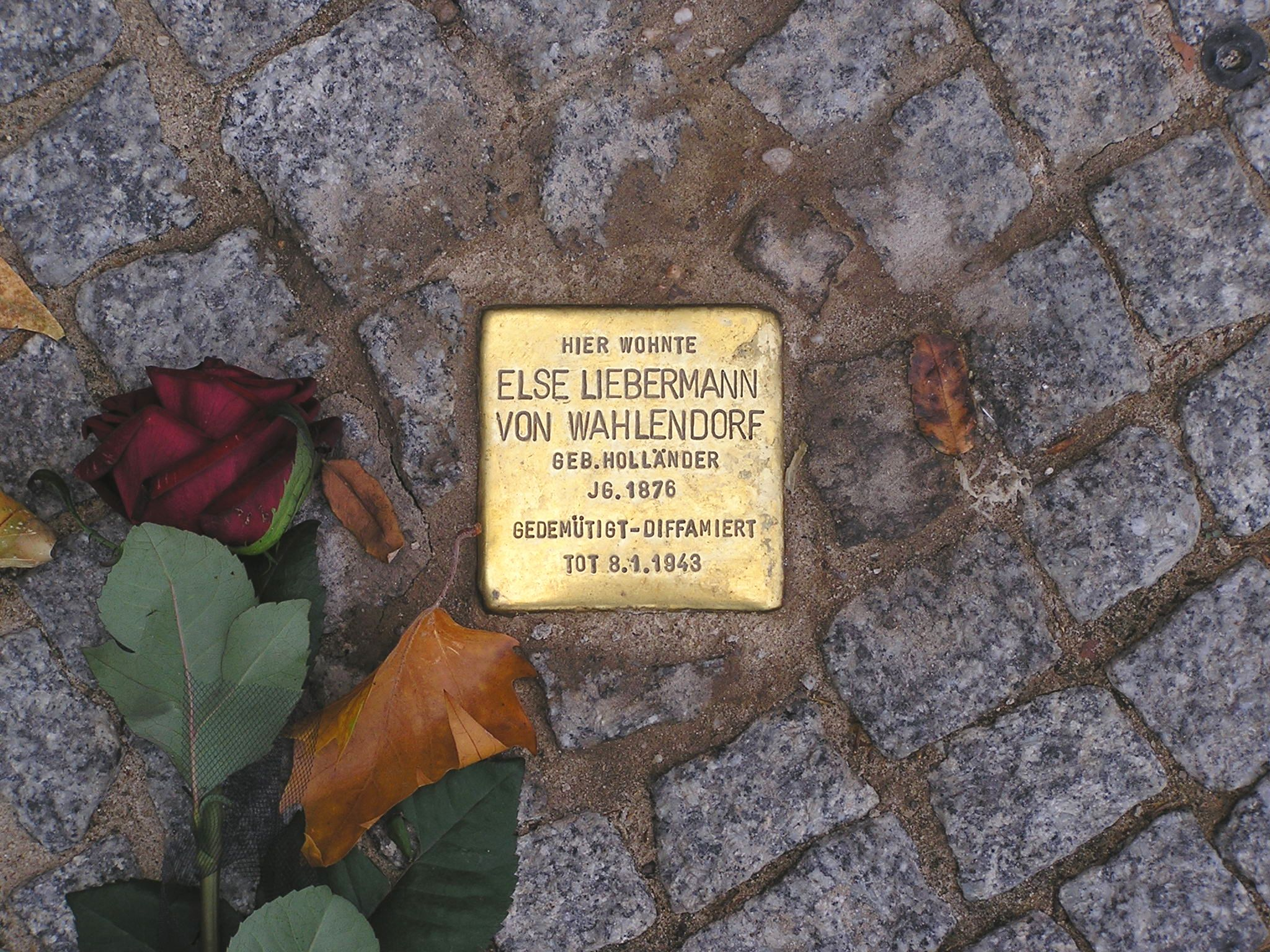
Stolperstein nach der Verlegung
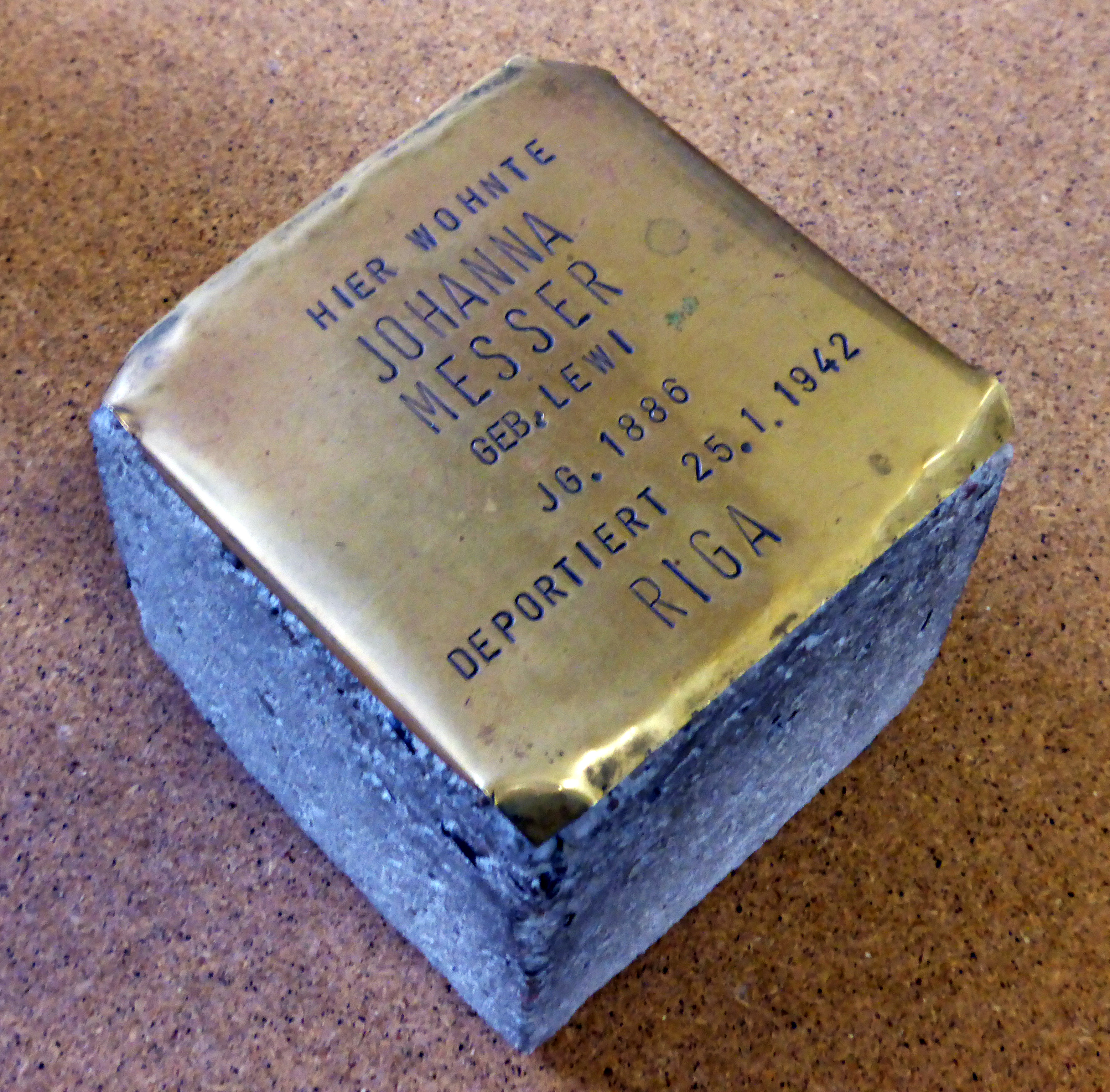
Stolperstein, Ausstellungsstück

### Remembrance Stones
Das an die Stolpersteine angelehnte Projekt Remembrance Stones soll das Gedenken an Opfer des Franquismus fördern. Die ebenfalls 10 × 10 × 10 cm großen Gedenksteine haben eine silberne Oberfläche aus Edelstahl. Die ersten Remembrance Stones wurden Mitte Dezember 2018 auf der Insel Mallorca verlegt.

## Auszeichnungen

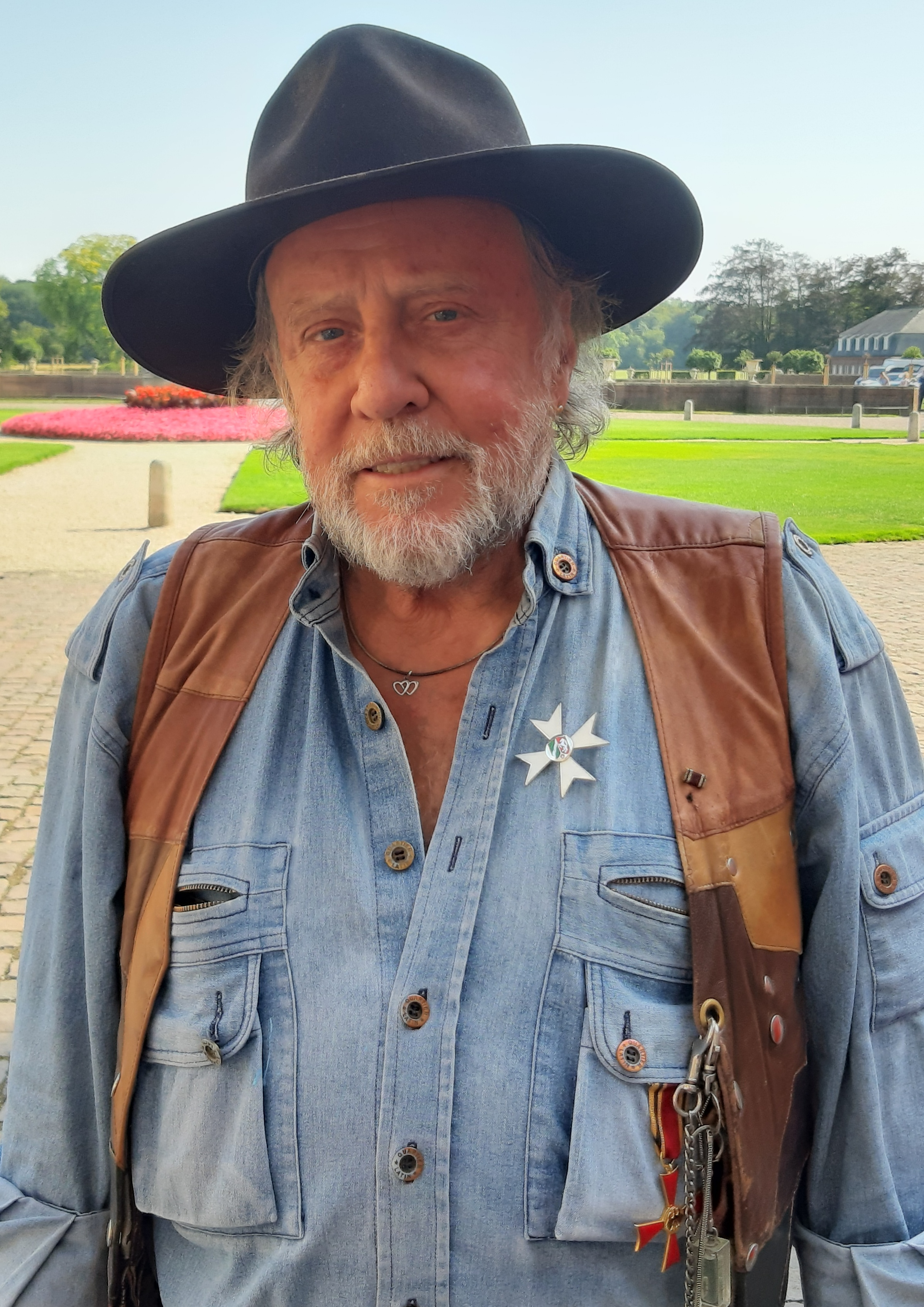
Gunter Demnig mit dem Verdienstorden des Landes Nordrhein-Westfalen und dem Bundesverdienstkreuz am Bande (2019)

- 2004: Max-Brauer-Preis der Alfred-Toepfer-Stiftung, Hamburg
- 2004: Herbert-Wehner-Medaille der Gewerkschaft ver.di
- 2005: Obermayer German Jewish History Award in Berlin (Verleihung zum 60. Jahrestag der Befreiung des Konzentrationslagers Auschwitz, Würdigung des Engagements nicht-jüdischer Deutscher für die Bewahrung und Erinnerung jüdischer Geschichte und jüdischen Lebens in Deutschland)
- 2005: Verdienstkreuz am Bande des Verdienstordens der Bundesrepublik Deutschland (Verleihung in der Orangerie von Schloss Charlottenburg, Berlin)
- 2005: 24. Jugendmedienpreis Das Rote Tuch[12] (Laudatio: Walter Momper)
- 2005: Alfred-Toepfer-Medaille
- 2006: Alternative Kölner Ehrenbürgerschaft (Demnig ist damit nach dem katholischen Pfarrer Franz Meurer aus Köln-Vingst der zweite Kölner, der diese Auszeichnung erhält.)
- 2007: Giesberts-Lewin-Preis der Kölnischen Gesellschaft für Christlich-Jüdische Zusammenarbeit[13]
- 2008: Preis Botschafter für Demokratie und Toleranz (Verleihung durch Bundesinnenminister Wolfgang Schäuble und Bundesjustizministerin Brigitte Zypries)[14]
- 2009: Erich-Mühsam-Preis der Erich-Mühsam-Gesellschaft in Lübeck
- 2009: Josef-Neuberger-Medaille der Jüdischen Gemeinde Düsseldorf
- 2010: Rheinlandtaler des Landschaftsverbands Rheinland
- 2011: Otto-Hirsch-Medaille der Stadt Stuttgart[15]
- 2012: Verdienstorden des Landes Baden-Württemberg
- 2012: Erich-Kästner-Preis des Presseclub Dresden
- 2012: Marion Dönhoff Förderpreis für seine Stolpersteine[16]
- 2013: Lothar-Kreyssig-Friedenspreis[17]
- 2014: Berliner Bär (B.Z.-Kulturpreis)
- 2015: Eugen-Kogon-Preis
- 2019: Verdienstorden des Landes Nordrhein-Westfalen[18]
- 2020: Ehrenmitglied des Art Directors Club (Verleihung 2021)[19]
- 2023: Verdienstorden des Landes Berlin[20]
- 2024: Arnold-Bode-Preis der Stadt Kassel, Preisverleihung am 11. Oktober 2024[21][22]
- 2024: Karl-Küpper-Preis der Stadt Köln, Preisverleihung am 6. Dezember 2024[23][24][25]

## Werke (Auswahl)
- 1980: „Duftmarken“ Cassel–Paris
- 1981: „Blutspur“ Kassel–London

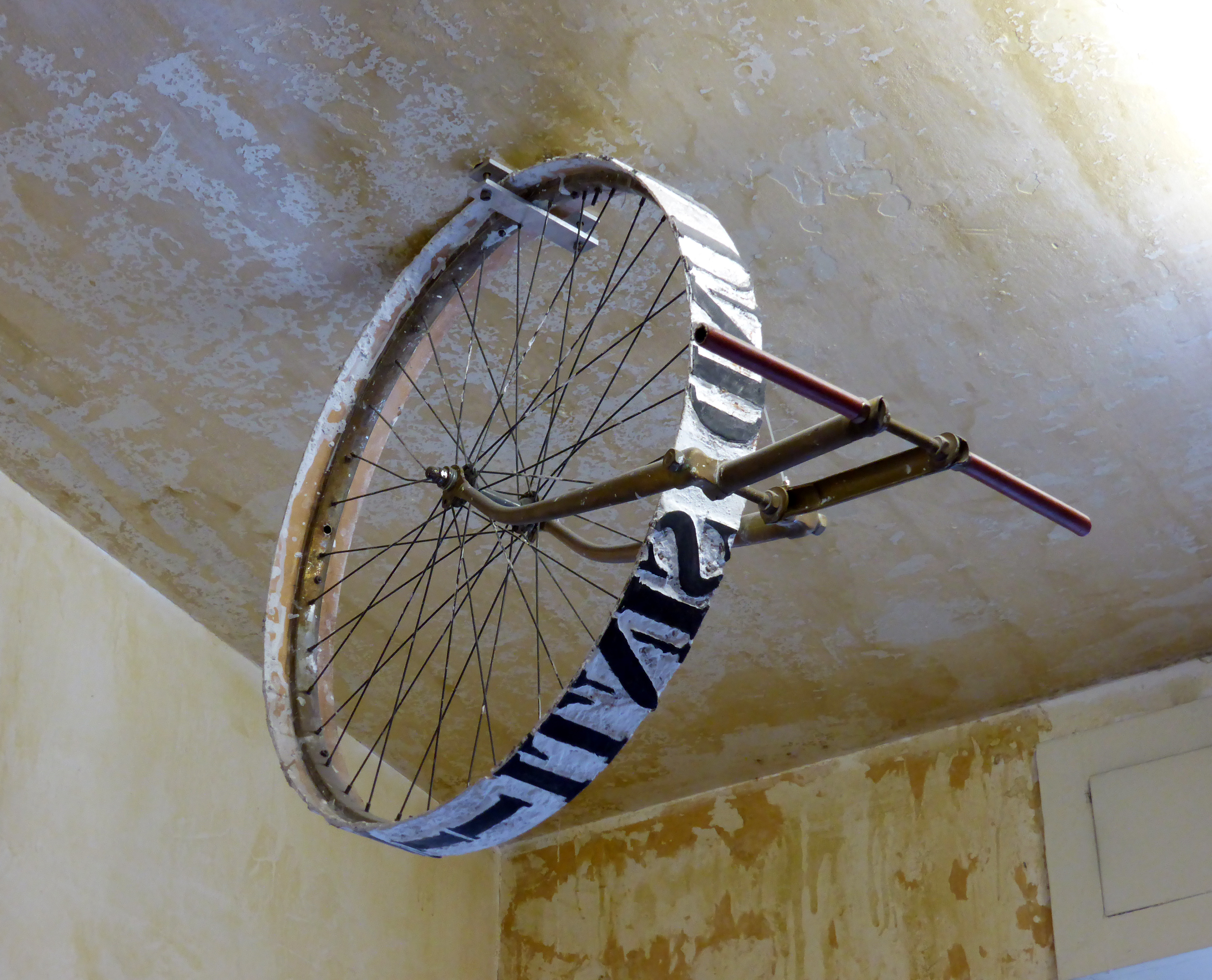
Schriftspurgerät von 1990 „… Eine Spur durchs Vergessen“

- 1982: „Ariadne-Faden“ von der Kasseler documenta zur Biennale in Venedig (Eintrag ins Guinness-Buch der Rekorde)
- 1984: „Landschaftskonserven“
- 1988: „Einreise Berlin/W“
- 1990: „Mai 1940 – 1000 Roma und Sinti“ – Lackspur vom ehemaligen Zigeunerlager Köln-Bickendorf zum Bahnhof Deutz entlang des Deportationsweges der Kölner Sinti und Roma, die von Deutz aus in Konzentrationslager gebracht wurden
- 1993: Entwicklung der Idee der Stolpersteine
- 1996: Illegale Verlegung der ersten Stolpersteine in Berlin und Köln
- 1996/1997/1998/1999: „Die Mauern von Jericho“, szenisches Oratorium mit Klangskulpturen zur Musik von Werner Raditschnig in Salzburg (Kollegienkirche), Klagenfurt (Künstlerhaus), Český Krumlov (Egon Schiele Art Centrum), Köln (Domforum des Kölner Domes), Millstatt (Internationale Musikwochen in der Stiftskirche), inszeniert von Herbert Gantschacher und produziert von ARBOS – Gesellschaft für Musik und Theater mit Live-Mitschnitt des Österreichischen Rundfunks und Audio-CD (ARBOS 04); Antwerpen (Opera Mobile)
- 1997: Erste legale Verlegung von zwei Stolpersteinen in der Gemeinde St. Georgen bei Salzburg; zum Gedenken an die Brüder Matthias Nobis und Johann Nobis[26]
- 2000: Legale Fortsetzung des Projekts Stolpersteine
- 2011: Eigenes Grabmal in der Künstler-Nekropole in Kassel

## Ausstellungen (Auswahl)
- 1981: Kunstakademie Kassel
- 1982: Alte Oper, Frankfurt am Main
- 1985: Het Apollohuis, Eindhoven
- 1986: Kunsthalle Baden-Baden; Stadtmuseum Köln
- 1988: Neuer Berliner Kunstverein; Kommunale Galerie Bremen; Münchner Stadtmuseum; Staatliche Gemäldegalerie Moskau; Eremitage Leningrad
- 1989: Stichting Logos, Gent; Studio Galerie, Hamburg
- 1990: Kunsthalle Berlin; Het Hemelrijken, Eindhoven
- 1991: Künstlerhaus Bethanien, Berlin
- 1992: Kasseler Kunstverein
- 1994: EXIT-Art, Köln; Antoniterkirche, Köln; Muzejsko Galerijski Centar, Zagreb
- 1995: Akademie der Künste, Berlin
- 1996: ACP-Galerie Peter Schuengel, Salzburg; Egon Schiele Art Centrum, Český Krumlov; Neue Gesellschaft für Bildende Kunst, Berlin
- 1997: Internationales Klangfestival, Osnabrück; Oberösterreichische Landesgalerie, Linz; Internationales Klangfestival, Luzern; Städtische Galerie Katowice
- 1998: Musiques en Scène, Lyon; Hessisches Landesmuseum Darmstadt

## Mitgliedschaften
- 2016 wurde Gunter Demnig in den Deutschen Künstlerbund aufgenommen.[27][28]